# 葛道凯
葛道凯（1963年7月—），男，河南济源人，中华人民共和国政治人物。

## 生平
1984年毕业于焦作矿业学院（今河南理工大学）煤田地质与勘探专业。1987年、1990年分别取得中国地质大学（北京）煤田地质与勘探专业工学硕士和博士学位。
后在北京大学城市与环境学系从事博士后研究；1992年12月到1994年7月，历任北京大学城市与环境学系副教授、教授、教务处副处长。
1995年5月到2001年11月，历任国家教委高等教育司理科教育处副处长、处长、理工科教育处处长、高等教育司副司长。2006年5月任中央广播电视大学校长。2009年8月，中华职业教育社第十次全国代表大会召开，他出任中华职业教育社第十届理事会常务理事。2009年6月任中华人民共和国教育部职业教育与成人教育司司长。在2017年3月28日的江苏省第十二届人大常委会第29次会议上，他被省长石泰峰提请任命为江苏省教育厅厅长。2018年2月24日，当选为第十三届全国人大代表。